# 穆杜穆國家公園
穆杜穆國家公園（Mudumu National Park）是南部非洲國家納米比亞的國家公園，位於該國東北部卡普里維區，佔地1,009平方公里，成立於1990年，野生動物包括林羚、非洲象、水牛、驢羚、高角羚、馬羚、平原斑馬、河馬、虎魚、狐獴等。

## 外部連結
- www.bushdrums.com （页面存档备份，存于）
- www.lianshulu.com （页面存档备份，存于）